# پینیولا
پینیولا (به ایتالیایی: Pignola) یک کومونه در ایتالیا است که در استان پوتنزا واقع شده‌است.

## خصوصیات
پینیولا ۵۵ کیلومترمربع مساحت و ۶٬۴۱۹ نفر جمعیت دارد و ۹۲۶ متر بالاتر از سطح دریا واقع شده‌است.